# Bitwa pod Puzyrami

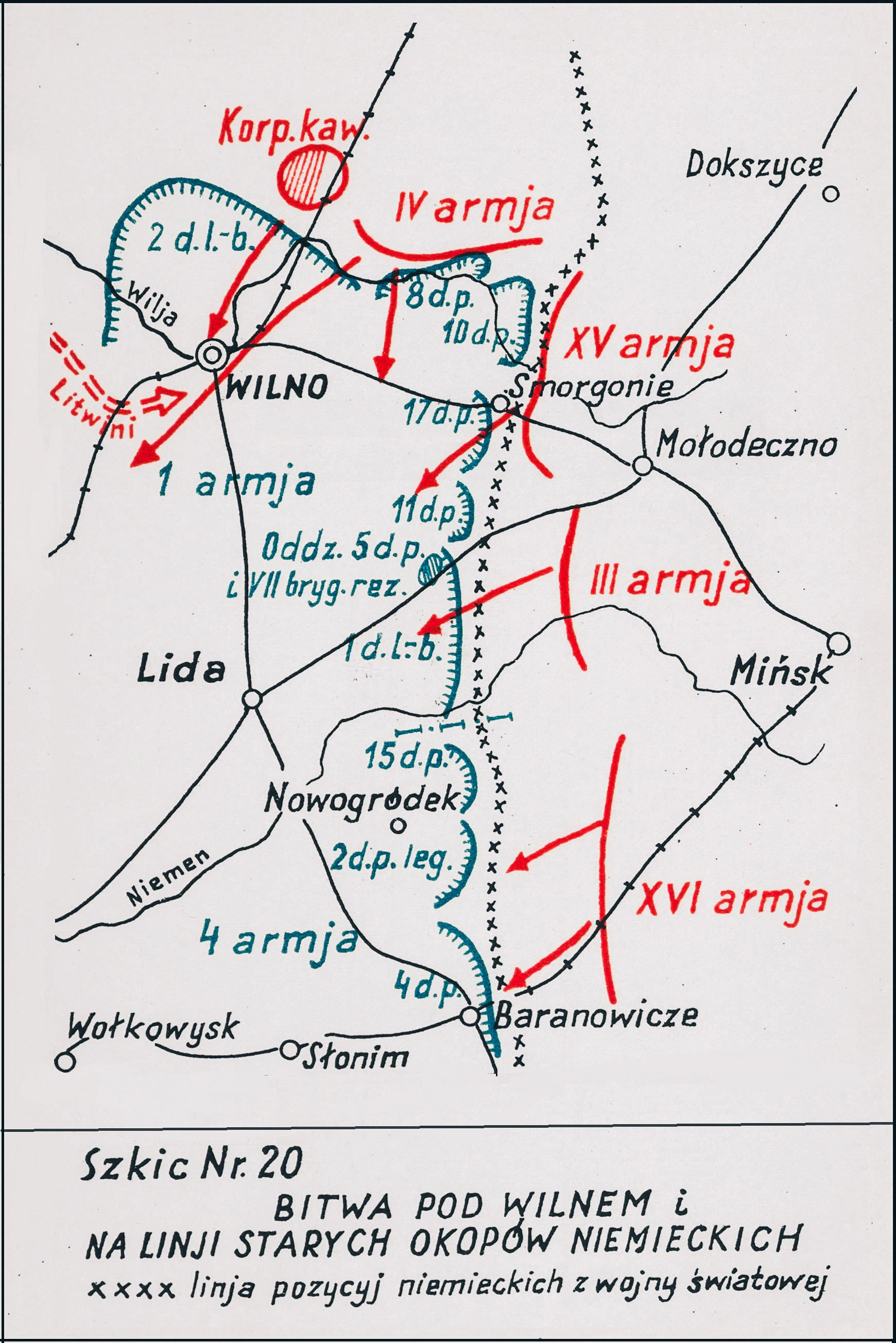
Adam Przybylski
Wojna Polska 1918–1921

Bitwa pod Puzyrami – część wielkiej bitwy nad Autą. Walki polskiego 68 pułku piechoty kpt. Wincentego Nowaczyńskiego z sowieckimi oddziałami 33 Dywizji Strzelców w czasie lipcowej ofensywy Frontu Zachodniego Michaiła Tuchaczewskiego w okresie wojny polsko-bolszewickiej.

## Położenie przed bitwą
Polskie ugrupowanie obronne
1 Armia gen. Gustawa Zygadłowicza dysponowała 34 000 żołnierzy i 186 działami, a jej prawe skrzydło armii stanowiła Grupa gen. Władysława Jędrzejewskiego w składzie 7 Brygada Rezerwowa i IX Brygada Piechoty.
Armia Czerwona
Plan Michaiła Tuchaczewskiego zakładał dwustronne oskrzydlenie polskiej 1 Armii gen. Zygadłowicza, okrążenie jej i zniszczenie w rejonie Łużki – Głębokie.
Jego 15 Armia Augusta Korka w składzie 4., 11., 15., 16., 33. i 54 Dywizja Strzelców miała wykonać w centrum uderzenie pomocnicze, wiązać oddziały polskie walką i uniemożliwić przerzucenie odwodów na zagrożone skrzydła.

## Przebieg walk
4 lipca 1920 wojska Frontu Zachodniego Michaiła Tuchaczewskiego rozpoczęły natarcie. Trzy armie sowieckie uderzyły na polską 1 Armię i przełamały jej obronę. 5 lipca, na rozkaz dowódcy frontu gen. Szeptyckiego, 1 Armia przystąpiła do odwrotu na linię Milcza – Budsław – Postawy – Koziany. Front polski nad Autą został przełamany, a sowieckie dywizje parły na zachód.
68 pułk piechoty kpt. Wincentego Nowaczyńskiego obsadził dwoma batalionami odcinek frontu Zadubienie – Puzyry – Mostowe.
Po południu 8 lipca jego pozycje zaatakowały oddziały sowieckiej 33 Dywizji Strzelców. Sowieci nacierali w sile dwóch brygad piechoty, dywizjonu kawalerii, baterii artylerii polowej i baterii artylerii ciężkiej . Walki o Puzyry były bardzo zacięte, a wieś czterokrotnie przechodziła z rąk do rąk. Około 19.30 górą byli Sowieci. Wtedy kpt. Nowaczyński sformował z plutonu łączności, gońców, obsługi miotaczy min i taborytów kompanię piechoty i wsparł nią walczące resztkami sił bojowe pododdziały pułku. Dzięki temu Polacy zdołali utrzymać wzgórze na południowy zachód od Puzyr.
Po 20.00 dowódca 17 Dywizji Piechoty oddał do dyspozycji dowódcy pułku, będący dotychczas w odwodzie, jego II batalion oraz kompanię techniczną dywizji. Dzięki posiłkom, pułk odrzucił kolejne sowieckie natarcie i następnego dnia, już bez nacisku ze strony nieprzyjaciela, wycofał się na linię „starych okopów niemieckich”.